# Лахарчана
Лаха́рчана (также Лахарчаана) — река в Мирнинском районе Якутии (Россия), левый приток Вилюя. Длина реки составляет 202 км (от истока Хахсыка — 223 км), площадь водосборного бассейна — 7130 км².
Река вытекает из озера Лахарчана на Вилюйском плато на высоте 559 м над уровнем моря. В верховьях течёт преимущественно на юг, в среднем и нижнем течении — на юго-запад. Протекает в основном по лиственничной холмистой тайге, ближе к устью преобладает лесотундра. Впадает в Вилюй в 1831 км от его устья по левому берегу выше впадения Чиркуо, на высоте менее 262 м над уровнем моря. Ширина в нижнем течении — 85 м при глубине 0,4 м, скорость течения в низовьях — 0,1-0,5 м/с.
Населённых пунктов на реке нет. Ледостав длится с середины октября по конец мая.

## Основные притоки
Указаны поименованные притоки длиной 30 км и более
| Название | Расстояние от устья | Длина | Положение |
| -------- | ------------------- | ----- | --------- |
| Хахсык   | 19                  | 204   | правый    |
| Бётёрё   | 51                  | 70    | левый     |

## Данные водного реестра
По данным государственного водного реестра России и геоинформационной системы водохозяйственного районирования территории РФ, подготовленной Федеральным агентством водных ресурсов:
- Бассейновый округ — Ленский
- Речной бассейн — Лена
- Речной подбассейн — Вилюй
- Водохозяйственный участок — Вилюй от истока до водомерного поста Усть-Амбардах
- Код водного объекта — 18030800112117400007389